# Les Misérables (1998)
Les Misérables is een Brits-Amerikaans-Duitse film van Bille August die werd uitgebracht in 1998.
Het scenario is gebaseerd op de gelijknamige roman (1862) van Victor Hugo.
Het is een Engelstalige verfilming van Hugo's beroemde roman. Eerdere Engelstalige (Hollywood)verfilmingen waren Les Misérables (Richard Boleslawski, 1935) en Les Misérables (Lewis Milestone, 1952).

## Verhaal
Toulon, 1815. Na negentien jaar harde dwangarbeid als straf voor het stelen van brood komt Jean Valjean vrij. Zijn gevangenisbewaker Javert heeft hem nooit kunnen verdragen en hij mishandelde Valjean meer dan eens.
Onderweg klopt Valjean aan bij bisschop Myriel. Alhoewel hij hem waarschuwt dat hij een ex-veroordeelde is biedt de menslievende geestelijke hem zijn gastvrijheid aan. 's Nachts staat Valjean op om het zilverwerk te stelen. Hij wordt echter op heterdaad betrapt door de geestelijke en hij slaat hem neer. 's Morgens stelt de dienstmeid vast dat Valjean ervandoor is met het zilverwerk. Wanneer de gendarmes Valjean aanhouden en naar het huis van Myriel terugbrengen redt de bisschop hem uit de handen van het gerecht door te verklaren dat hij Valjean het zilverwerk geschonken heeft en dat hij trouwens de zilveren kandelaars vergeten is. Zijn wedervaren met de bisschop doet Valjean besluiten vanaf nu alleen nog deugdzaam te leven. 
Enkele jaren later vestigt Valjean zich in het stadje Vigau waar hij een tegelfabriek opstart die al vlug heel rendabel wordt. Zo geeft hij de bevolking werk, hij ontpopt zich tot een geliefd weldoener en wordt ook burgemeester. 
Op een dag komt de nieuw aangestelde politie-inspecteur zich aan hem voorstellen. De man blijkt Javert te zijn, die nog altijd even zwart wit denkt als vroeger en die de wereld blijft opdelen in deftige burgers en uitschot (dat uitschot blijft). Aan het vredig bestaan van Valjean komt een eind wanneer de fanatieke en meedogenloze Javert hem denkt te herkennen als de dwangarbeider van vroeger in Toulon. Valjean weer te pakken krijgen wordt een obsessie voor Javert. Tot twee keer toe zal het verleden Valjean inhalen.  

## Rolverdeling
| Acteur         | Personage                |
| -------------- | ------------------------ |
| Liam Neeson    | Jean Valjean             |
| Geoffrey Rush  | inspecteur Javert        |
| Uma Thurman    | Fantine                  |
| Claire Danes   | Cosette                  |
| Hans Matheson  | Marius Pontmercy         |
| Peter Vaughan  | bisschop Myriel          |
| Patsy Byrne    | Toussaint, de dienstmeid |
| Jon Kenny      | Thénardier               |
| Tim Barlow     | Lafitte                  |
| Kathleen Byron | moeder overste           |